# Pitkäsaari (ö i Finland, Norra Karelen, Joensuu, lat 62,70, long 29,36)
Pitkäsaari är en halvö i Finland. Den ligger i sjön Viinijärvi och i kommunen Libelits i den ekonomiska regionen  Joensuu ekonomiska region  och landskapet Norra Karelen, i den sydöstra delen av landet, 400 km nordost om huvudstaden Helsingfors.